# Psalm 89
Psalm 89 is de 89e psalm uit de Psalmen in de Hebreeuwse Bijbel (in de Griekse Septuagint en Latijnse Vulgaat Psalm 88).

## Analyse
De psalm wordt in het opschrift toegeschreven aan Ethan. Er wordt een Ethan genoemd in 1 Koningen 4:31, als wijs man in de tijd van Salomo. De consensus is dat de psalm is ontstaan tijdens de Babylonische ballingschap, gelet op de inhoud. Mogelijk is de psalm geschreven door een andere Ethan of is het een pseudepigraaf.
De psalm kan worden opgedeeld in twee delen, met vers 39 als overgang. Het eerste deel verhaalt hoe God zijn goedertierenheid en trouw (HSV) door de geschiedenis van Israël heeft laten zien. Vooral Gods verbond met koning David uit 2 Samuel 7 wordt herhaald, waar God David belooft om de troon van het koningschap van zijn zoon voor eeuwig te bevestigen. Dat vormt het belangrijkste motief van de psalm. Het tweede deel schetst een duister beeld waarin het verbond lijkt te zijn verbroken, en het koninkrijk omvergeworpen is. De psalmist verontwaardigt zich in krachtige taal over het grote contrast tussen Gods belofte en de werkelijkheid, maar herinnert God uiteindelijk aan zijn verbond met David en bidt dat Hij zijn volk zal gedenken.

## Gebruik

### Jodendom
- Sommige tradities lezen de psalm tijdens Selichot.[4]
- Vers 53 is het eerste vers van Baruch Hashem L'Olam in Pesukei Dezimra[5] en Baruch Hashem L'Olam na de Shema op de dag Ma'ariew.[6]
- Verzen 16-18 worden gelezen na het blazen van de Sjofar op Rosh Hashanah.[7]

In de Joodse indeling is psalm 89 de laatste van het derde psalmboek.

### Nieuwe Testament
- Vers 11 wordt geciteerd in de lofzang van Maria in Lucas 1:51
- Paulus citeert vers 21 in Handelingen 13:22, waarin hij Gods belofte over de Zoon van David betrekt op Jezus. Hierdoor wordt Psalm 89 in het christendom beschouwd worden als messiaanse psalm.